# Seth Smith (attore)
Seth Smith (1982) è un attore statunitense.
Ha interpretato Stan Pruitt nel film Home Alone 3 del 1997, tradotto in italiano come Mamma, ho preso il morbillo. Attualmente vive nelle Hawaii, luogo dove si è trasferito nel 2001.

## Filmografia

### Cinema
- L'ombra di un dubbio (Shadow of a Doubt) - film TV (1991)
- Papà ti aggiusto io! (Getting Even with Dad), regia di Howard Deutch (1994)
- Angels (Angels in the Outfield), regia di William Dear (1994)
- Jack, regia di Francis Ford Coppola (1996)
- Michael Jackson's Ghosts - cortometraggio, regia di Stan Winston (1997)
- The Climb, regia di Bob Swaim (1997)
- Mamma, ho preso il morbillo (Home Alone 3), regia di Raja Gosnell (1997)

### Televisione
- Nash Bridges (episodio 3 stagione 13) - serie TV (1998)[2]

## Doppiatori italiani
Nelle versioni in italiano dei suoi lavori, Seth Smith è stato doppiato da:
- David Chevalier in Mamma ho preso il morbillo